# Durewallsystemet
Durewall Jiu Jitsu, även kallat Durewallsystemet, är en metod för självförsvar utvecklad ur japansk ju jutsu, som i sin tur föddes ur den klassiska budon, Koryu bujutsu. Systemet betonar principen att använda teknik istället för råstyrka för att oskadliggöra motståndarens anfall och innefattar försvar mot både obeväpnade anfall och försvar mot vapen såsom knivar och påkar.
Den väsentliga skillnaden mellan Durewallsystemet och annan modern ju jutsu är att stilen inte bygger på att skada motståndaren eller tillfoga smärta. Fokus läggs istället på balansbrytningar, avstånd och angreppsvinklar. Det främsta målet med arten är att förhindra att motståndaren använder sig av slag, sparkar, skallningar eller liknande medan denne oskadliggörs utan att samtidigt tillfogas större skador. 
En annan skillnad är att inga tävlingar förekommer, även om vissa klubbar parallellt tränar och tävlar i judo, en annan sport född ur klassisk budo, skapad för att tävla säkert utan risk för skador.
Det finns flera tankar bakom Durewallsystemet. Dels är det tänkt att det skall vara förenligt med svensk lag och det moderna samhället, då våld idag inte är den acceptabla lösning på konflikter det var i Japan under medeltiden. Det skall även fungera på personer med hög eller helt utan smärttröskel, exempelvis berusade eller narkotikapåverkade. Dessutom är det tänkt att minska antalet skador under träningen vilket möjliggör att kunna träna ihärdigt fast med mindre risk för skador och förslitningar jämfört med mer våldsamma sporter.